# E420
E420 eller Europaväg 420 är en europaväg som går från Nivelles i Belgien till Reims i Frankrike. Den är cirka 180 kilometer lång. 

## Sträckning
Nivelles - Charleroi - (gräns Belgien-Frankrike) - Reims

## Standard
Vägen är blandat motorväg, motortrafikled och landsväg.

## Anslutningar till andra europavägar
| - E19 - E42 |  | - E44 - E46 |

## Övrig info
Vägen är en av de enstaka tresiffriga europavägarna som slutar på 0. Egentligen ska de inte göra det enligt det system man följt för nummergivningen.